# Pterygota trinervia
Pterygota trinervia är en malvaväxtart som beskrevs av Karl Moritz Schumann. Pterygota trinervia ingår i släktet Pterygota och familjen malvaväxter. Inga underarter finns listade i Catalogue of Life.